# International Committee for Information Technology Standards
L'International Committee for Information Technology Standards (INCITS) (pronuncia "insights") è un forum di discussione accreditato presso l'ANSI per lo sviluppo di standard IT. In passato era anche conosciuto come X3 o NCITS.
Il gruppo per gli standard tecnici e il comitato tecnico dell'INCITS hanno sviluppato diversi standard molto diffusi fra cui:
- T10 — SCSI[2]
- T11 (X3T9.3) — Fibre Channel[3]
- T13 — ATA[4]

Negli USA, l'INCITS coordina le attività per gli standard tecnici con l'ANSI e fa parte dei comitati ISO/OSI a livello internazionale in modo da promuovere gli standard a livello mondiale.

## Storia
Il forum fu costituito nel 1961 con il nome di Accredited Standards Committee X3, Information Technology sponsorizzato dal Information Technology Industry Council (ITI), un'associazione di imprese fornitrici di soluzioni informatiche al tempo conosciuta come Business Equipment Manufacturers' Association (BEMA) poi rinominata Computer and Business Equipment Manufacturers' Association (CBEMA). Il forum è stato in seguito chiamato Accredited Standards Committee NCITS, National Committee for Information Technology Standards nel 1996 mentre il nome attuale fu approvato nel 2001.